# 钟士模
钟士模（1911年7月8日—1971年5月11日），男，浙江浦江人，中国电机工程和自动控制工程学家。

## 生平
1911年7月8日生于浙江省浦江县。1932年，从上海大同中学高中部毕业后，考入上海交通大学电机工程系。1936年，来到清华大学，任电机工程系助教。1943年，获得学校资助留美资格，进入麻省理工学院电机工程系攻读博士学位。1947年，获得博士学位后，返回清华大学，历任副教授、教授。1958年创办现清华计算机系的前身清华大学自动化系，并任首任系主任。1971年5月11日，因劳累过度，在某次会议上心脏病突发，抢救无效逝世，享年59歲。

## 家庭
- 長子：鐘道彩
- 次子：鐘道隆：解放軍總參通訊工程師，少將軍銜；曾任中國人民解放軍通信工程學院副校長，逆向英語和復讀機的發明者。
- 三子：鐘道新：著名作家。
- 長女：鐘珠環